# Moustapha Fall
Moustapha Falou Fall (* 23. Februar 1992 in Paris) ist ein französischer Basketballspieler.

## Laufbahn
2009 verließ Fall seine Heimatstadt Paris und wechselte in die Nachwuchsabteilung von Poitiers Basket 86. In der Saison 2011/12 bestritt er erste Kurzeinsätze für Poitiers in der ersten französischen Liga. 2013 stieg er mit der Mannschaft in die zweite Liga ab, 2014 folgte der Wechsel innerhalb der zweiten Liga zu AS Monaco. Mit der Mannschaft aus dem Fürstentum gewann der Innenspieler im Spieljahr 2014/15 den Zweitligameistertitel und spielte anschließend ein Jahr beim Erstligisten Olympique d’Antibes. In Antibes gelang ihm der Erstligadurchbruch, Fall erzielte in 27 Hauptrundenbegegnungen im Schnitt 10,9 Punkte und 6,8 Rebounds.
Im Sommer 2016 wurde er von Élan Sportif Chalonnais verpflichtet, errang mit der Mannschaft im Frühjahr 2017 den französischen Meistertitel und wurde hernach vom Basketballnachrichtendienstleister eurobasket.com als bester einheimischer Spieler und Center des Jahres in der ersten französischen Liga ausgezeichnet. Fall nahm in der Sommerpause 2017 ein Angebot des türkischen Erstligaaufsteigers Sakarya BSB an, zur Saison 2018/19 wechselte er zu Lokomotive Kuban Krasnodar nach Russland. In Folge einer durchwachsenen Saison 2018/19, in der er längere Zeit wegen einer Schambeinverletzung ausfiel, kehrte Fall in die Türkei zurück, im Juli 2019 wurde er von Türk Telekomspor verpflichtet. Nach einem Spieljahr bei Türk Telekomspor ging er nach Frankreich zurück und wurde von ASVEL Lyon-Villeurbanne unter Vertrag genommen. Er wurde in der französischen Liga als bester Verteidiger der Saison 2020/21 ausgezeichnet. Im Sommer 2021 wechselte Fall wieder ins Ausland, diesmal zu Olympiakos Piräus. Zum griechischen Meistertitel 2022 trug der Franzose in 27 Saisoneinsätzen in der griechischen Liga im Schnitt 7,9 Punkte und 5,2 Rebounds bei. Im Mai 2023 stand Fall mit Piräus im Euroleague-Endspiel und verlor dieses knapp gegen Real Madrid. Fall wurde im Juni 2023 und im Juni 2025 erneut griechischer Meister. 2025 verpasste er das entscheidende Spiel um die Meisterschaft, da er sich zuvor eine schwere Knieverletzung zugezogen hatte.

### Nationalmannschaft
2017 wurde er in die französische Nationalmannschaft berufen. Ende Februar 2018 gelang ihm in einem WM-Qualifikationsspiel gegen Belgien eine Spitzenleistung, als er in 28 Minuten Spielzeit zehn Würfe ohne Fehlversuch traf und insgesamt 23 Punkte erzielte. Bei den Olympischen Sommerspielen 2020 gewann Fall mit Frankreich Silber, er erzielte in Tokio 3,2 Punkte und 2,4 Rebounds pro Einsatz. 2022 stand er im Endspiel der Europameisterschaft 2022, verlor dieses mit der französischen Auswahl jedoch gegen Spanien.